# C・I・ルイス
クラレンス・アーヴィング・ルイス（Clarence Irving Lewis、1883年4月12日 - 1964年2月3日）は、アメリカの哲学者。クオリアの提唱者。初め論理学者として活躍し、認識論にも業績を残し、晩年は倫理学に集中した。マルコム、グッドマン、クワインなどの師であり、以後のアメリカ哲学、プラグマティズムに大きな影響を与えた。一般にC・I・ルイスと呼ばれる。

## 作品
- 1918: A Survey of Symbolic Logic. (Internet Archive eprint.) Republished in part by Dover in 1960.
- 1926: The Pragmatic Element in Knowledge, Howison Lecture, link via Internet Archive
- 1929. Mind and the World Order: Outline of a Theory of Knowledge. Dover reprint, 1956, link via Internet Archive

## 関連文献
- シェリル・ミサック著、加藤隆文訳『プラグマティズムの歩き方 下』、勁草書房、2019年。ISBN 978-4-326-19979-2（「第十章 クレランス・アーヴィング・ルイス」）